# Syngrapha composita
Syngrapha composita är en fjärilsart som beskrevs av W. Warren 1913. Syngrapha composita ingår i släktet Syngrapha och familjen nattflyn. Inga underarter finns listade i Catalogue of Life.